# Höfles (Neurenberg)
Höfles is een plaats in de Duitse gemeente Neurenberg, deelstaat Beieren, en telt 313 inwoners (2005).